# Contea di Cranbrook
La contea di Cranbrook è una delle undici Local Government Areas che si trovano nella regione di Great Southern, in Australia Occidentale. Essa si estende su di una superficie di circa 3.392 chilometri quadrati ed ha una popolazione di 1.170 abitanti.